# Emil Liekari
Emil Liekari (* 3. Mai 2001) ist ein finnischer Skilangläufer.

## Werdegang
Liekari, der für das Vuokatti Ski Team Kainuu startet, wurde im Jahr 2018 finnischer Juniorenmeister im 20-km-Massenstartrennen und lief beim Europäischen Olympischen Winter-Jugendfestival 2019 in Sarajevo auf den 41. Platz über 10 km klassisch, auf den 27. Rang über 7,5 km Freistil sowie auf den 12. Platz im Sprint. Im Jahr 2021 triumphierte er bei den finnischen Juniorenmeisterschaften im Sprint. In der Saison 2021/22 nahm er in Ruka erstmals am Skilanglauf-Weltcup teil, wobei er den 52. Platz im Sprint errang und belegte bei den U23-Weltmeisterschaften 2022 in Lygna den 33. Platz im Sprint sowie den 23. Rang über 15 km klassisch. Zudem siegte er bei den finnischen U23-Meisterschaften im 30-km-Massenstartrennen. In der Saison 2022/23 holte er in Ruka mit dem 29. Platz im Sprint seine ersten Weltcuppunkte und kam bei den U23-Weltmeisterschaften 2023 in Whistler auf den 34. Platz im 20-km-Massenstartrennen, auf den 38. Rang über 10 km Freistil sowie auf den 19. Platz im Sprint.